# D-Bus
Pour les articles homonymes, voir Bus.
En informatique, D-Bus est un logiciel de communication inter-processus permettant à des applications de communiquer entre elles. Hautement influencé par le système DCOP implémenté dans KDE 2 et KDE 3, il l'a remplacé dans KDE 4.
Red Hat est le développeur principal de D-Bus, en tant qu'élément du projet freedesktop.org. 
Freedesktop.org diffuse D-Bus sous les termes de la licence publique générale GNU et la
Licence Académique Libre en tant que logiciel libre.

## Introduction
D-Bus permet à des programmes clients de s'enregistrer auprès de lui, afin d'offrir leurs services aux autres programmes. Il leur permet également de savoir quels services sont disponibles. Les programmes peuvent aussi s'enregistrer afin d'être informés d'événements signalés (parce que gérés) par le noyau, comme le branchement d'un nouveau périphérique.
D-Bus est mis en œuvre en tant que démon (daemon). Les utilisateurs peuvent en lancer plusieurs instances, chacune étant nommée un canal (channel). Généralement, il y a un canal privilégié, nommé le canal système (system channel), et des instances privées pour chaque utilisateur connecté.

## Implantation
Beaucoup de systèmes d'exploitation POSIX supportent D-Bus, et un portage
sur Windows existe. Il est utilisé par Qt4 et GNOME, dans lequel il a
progressivement remplacé la plupart des anciens mécanismes utilisant Bonobo.
D-Bus est implémenté dans KDE 4, GNOME, Enlightenment, xfce, Maemo, Sailfish_OS, Android et Tizen.